# Серебряная стрела (фильм)
«Серебряная стрела» (англ. Silver Streak) — американский художественный фильм, поставленный режиссёром Артуром Хиллером.

## Сюжет
Издатель Джордж Колдуэлл садится на трансамериканский экспресс «Серебряная стрела», следующий из Лос-Анджелеса в Чикаго. В течение длительной поездки он надеется отдохнуть от трудов праведных, но не тут-то было. Джордж знакомится с прелестной Хилли Бернс, которая оказывается каким-то образом причастна к убийству, происшедшему здесь же, в поезде.

## В ролях
- Джин Уайлдер — Джордж Колдуэлл
- Джилл Клейберг — Хильдегарда 'Хилли' Бёрнс
- Ричард Прайор — Гровер T. Мулдун
- Патрик Макгуэн — Роджер Деверо
- Нед Битти — агент ФБР Боб Стивенс / Боб Свит
- Рэй Уолстон — Эдгар Уайни
- Скэтмэн Крозерс — портье Рэлстон
- Фред Уиллард — Джерри Джарвис
- Люсиль Бенсон — Рита Бэбтри
- Роберт Калп — агент ФБР (в титрах не указан)

## Награды и номинации
- 1977 — Номинация на Оскар[3]
- 1977 — Номинация на Золотой глобус
- 1977 — Номинация на WGA Award